# Sportåret 1944

## Händelser

### Amerikansk fotboll
- Green Bay Packers besegrar New York Giants med 14 - 7 i NFL-finalen.

### Bandy
- 20 februari - Skutskärs IF vinner svenska mästerskapsfinalen mot Västerås SK med 2-0 på Stockholms stadion.[1][2]

### Baseboll
- 9 oktober - National League-mästarna St. Louis Cardinals vinner World Series med 4-2 i matcher över American League-mästarna St. Louis Browns.[3]

### Brottning

#### SM
- Kurt Pettersén tar sitt femte SM-guld i grekisk-romersk stil, bantamvikt.

### Fotboll
- 1 oktober – Malmö FF vinner Svenska cupen genom att finalslå IFK Norrköping med 4-3 efter förlängning i Solna.[4]

#### Ligamästare
- Spanien - Valencia CF
- Sverige - Malmö FF (första vinsten)
- Tyskland - Dresdner SC

### Friidrott
- 31 december - Joaquim Gonçalves da Silva vinner Sylvesterloppet i São Paulo.[5]
- Gerard Cote, Kanada vinner Boston Marathon.[6]

#### Världsrekord

##### Herrar
- 1 500 m - Gunder Hägg, Sverige  nytt världsrekord 3.43,0 i Göteborg
- 10 000 m - Viljo Heino, Finland  29.35,4 i Helsingfors

##### Damer
- 800 meter - Anna Larsson, Sverige, 19 augusti i Stockholm, nytt världsrekord 2.15,9
- 1 500 m - Jevdokia Vasiljeva, Sovjetunionen 4.38,0 i Moskva
- Diskus - Nina Dumbadze, Sovjetunionen  49,88 i Moskva

### Golf
- PGA Championship vinns av Bob Hamilton, USA

### Ishockey
- 17 mars - Södertälje SK blir svenska mästare efter finalvinst mot Hammarby IF med 3-2 på Stockholms stadion.[7]
- 13 april - Montreal Canadiens vinner Stanley Cup efter att i finalspelet besegrat Chicago Blackhawks med 4-0.[8]

### Skidor, alpina grenar

#### SM

##### Herrar
- Slalom vinns av Hans Hansson, Åre SLK. Lagtävlingen vinns av Åre SLK.

##### Damer
- Slalom vinns av Britt Nilsson, Frösö IF. Lagtävlingen vinns av Åre SLK.

### Skidor, nordiska grenar
- 27 februari - Gösta Andersson,  IFK Umeå vinner Vasaloppet.[9]

#### SM

##### Herrar
- 15 km vinns av Nils Karlsson, IFK Mora. Lagtävlingen vinns av Kramfors IK.
- 30 km vinns av Nils Karlsson, IFK Mora. Lagtävlingen vinns av IFK Umeå.
- 50 km vinns av Nils Karlsson, IFK Mora.  Lagtävlingen vinns av IFK Mora.
- Stafett 3 x 10 km vinns av IFK Umeå med laget Gunnar Karlsson, Harald Eriksson och Gösta Andersson.
- Backhoppning vinns av Erik Lindström, IF Friska Viljor, Lagtävlingen vinns av IF Friska Viljor.
- Nordisk kombination vinns av Sven Israelsson, Dala-Järna IK. Lagtävlingen vinns av IFK Kiruna.

##### Damer
- 10 km vinns av Margit Åsberg, IF Friska Viljor. Lagtävlingen vinns av Edsbyns IF.

### Tennis
- US Open
  - Herrsingel: Frank Parker, USA
  - Damsingel: Pauline Betz, USA

### Travsport
- Travderbyt körs på  Jägersro travbana i  Malmö. Segrare blir den svenska hingsten   Fänrik Scott (SE)  e Sir Walter Scott  (US) – Miss Harris T.  (US) e. Tillworthy  (US). Kilometertid:1.26,8   Körsven: Carl A. Schoug
- Travkriteriet vinns av den svenska hingsten  Turf (SE)  e. Chilton  (US) – Lorry  (SE) e. Tullipan  (SE).

## Födda
- 12 januari – Joe Frazier, amerikansk boxare.
- 14 februari – Ronnie Peterson, svensk racerförare.
- 20 februari – Willem van Hanegem, nederländsk fotbollsspelare och -tränare.
- 22 februari – Tom Okker, nederländsk tennisspelare.
- 25 februari – François Cevert, fransk racerförare.
- 28 februari – Sepp Maier, tysk fotbollsspelare, målvakt.
- 20 mars – Roger Magnusson, svensk fotbollsspelare.
- 28 maj – John Newcombe, australisk tennisspelare.
- 6 juni – Tommie Smith, amerikansk friidrottare.
- 7 juli – Jürgen Grabowski, tysk fotbollsspelare.
- 7 juli – Tony Jacklin, engelsk golfspelare.
- 17 juli – Carlos Alberto Torres, brasiliansk fotbollsspelare.
- 9 augusti – George Armstrong, engelsk fotbollsspelare och -tränare.
- 9 augusti – Patrick Depailler, fransk racerförare.
- 11 september – Everaldo, brasiliansk fotbollsspelare.
- 14 september – Günter Netzer, tysk fotbollsspelare.
- 16 september – Ard Schenk, nederländsk skrinnare.
- 8 oktober – Carlos Pace, brasiliansk racerförare.
- 11 november – Danny Trejo, amerikansk skådespelare och boxare.
- 30 november – George Graham, skotsk fotbollsspelare och -tränare.
- 25 december – Jairzinho, brasiliansk fotbollsspelare.

## Avlidna
- 5 mars – Rudolf Harbig, 30, tysk friidrottare, stupad i strid i Ukraina.
- 23 maj – Thomas Curtis, 71, amerikansk friidrottare.
- 3 juni – Gregor Adlercreutz, 45, svensk dressyrryttare.
- 8 november – André Abegglen, 35, schweizisk fotbollsspelare.
- 29 november – George Hill, 53, nyzeeländsk friidrottare.

### Fotnoter
1. ↑  Erik Jonsson (20 februari 1944). ”1940–1949”. Svenska Bandyförbundet. Arkiverad från originalet den 17 mars 2020. https://web.archive.org/web/20200317215222/https://www.svenskbandy.se/BANDYFINALEN/HISTORIK/Svenskamastare/Herrar/1940-1949. Läst 18 mars 2020.
2. ↑  ”Västerås Sportklubbs SM-finaler i bandy”. VSK Forum. http://www.vskforum.com/vsk.nu/SM-finallag.html. Läst 21 juli 2011.
3. ↑  ”1944 World Series” (på engelska). Baseball-Reference.com. http://www.baseball-reference.com/postseason/1944_WS.shtml. Läst 14 juli 2015.
4. ↑  Jimmy Lindahl (10 mars 2005). ”Svenska cupen – finalmatcher”. Bolletinen. http://www.bolletinen.se/sfs/pdf/stat_h_allsvens_1941_2005_stat_herr_cupen_finalmatcher.pdf. Läst 21 augusti 2012.
5. ↑  ”1940” (på portugisiska). Sylvesterloppet. Arkiverad från originalet den 25 februari 2014. https://web.archive.org/web/20140225142805/http://www.saosilvestre.com.br/1940. Läst 19 augusti 2012.
6. ↑  ”Boston Marathon”. Arkiverad från originalet den 27 april 2015. https://web.archive.org/web/20150427035419/http://www.baa.org/races/boston-marathon/boston-marathon-history/past-champions/past-mens-open-champions.aspx. Läst 9 april 2011.
7. ↑  ”Championnat de Suède 1943/44” (på franska). Hockey Archives. 17 mars 1944. https://www.hockeyarchives.info/Suede1944.htm. Läst 15 augusti 2011.
8. ↑  ”NHL 1943/44” (på franska). Hockey Archives. https://www.hockeyarchives.info/NHL1944.htm. Läst 23 mars 2020.
9. ↑  ”Historiska segrare”. Vasaloppet. Arkiverad från originalet den 22 mars 2020. https://web.archive.org/web/20200322121012/https://www.vasaloppet.se/wp-content/uploads/sites/1/2019/09/historiska_segrare_vasaloppet_sve_2019-09-18.pdf. Läst 5 september 2011.